# Željko Seleš
Željko Seleš (* 25. Februar 1929 in Gašinca, Königreich Jugoslawien; † 12. Dezember 2020 in Bjelovar, Kroatien) war ein jugoslawischer Handballtrainer.

## Karriere
Željko Seleš studierte an der Universität Belgrad Sport.
Im Jahr 1955 gründete er mit zwei Freunden den Handballverein ORK Partizan Bjelovar, dessen Männermannschaft er bis 1973 trainierte. Unter seiner Leitung stieg Partizan in die jugoslawische Bundesliga auf. 1958, 1961, 1967, 1968, 1970, 1971 und 1972 gewann die Mannschaft die jugoslawische Meisterschaft sowie 1960 und 1968 den jugoslawischen Pokal. Im Europapokal der Landesmeister 1961/62 unterlag man im Finale in Paris dem deutschen Verein Frisch Auf Göppingen mit 11:13. Der größte Erfolg war der Gewinn des Europapokals der Landesmeister 1971/72. Im Finale vor 15000 Zuschauern in der Dortmunder Westfalenhalle bezwang Partizan den favorisierten deutschen Vertreter VfL Gummersbach mit 19:14. Ein Jahr darauf erreichte man wieder das Endspiel in Dortmund, hier unterlag man dem sowjetischen Armeeklub MAI Moskau trotz 14 Toren von Albin Vidović mit 23:26.
In der Saison 1974/75 trainierte Seleš den slowenischen Verein RK Celje. Außerdem war er Trainer des RK Čelik Križević und des RK Varteks Varaždin.
1977 verpflichtete ihn der deutsche Bundesligist THW Kiel zusammen mit Albin Vidović. Nachdem dieser sich nach nur drei Einsätzen weigerte, weiter in Kiel zu spielen, drohte Seleš mit seinem sofortigen Rücktritt. Die Verantwortlichen konnten ihn aber überzeugen zu bleiben. Erst am Saisonende verließ er den Verein. Über eine Station bei Pallamano Messina in Italien kehrte er nach Bjelovar zurück, dessen Mannschaft in der Zwischenzeit in die zweite Liga abgestiegen war. Partizan gelang unter seiner Leitung der Wiederaufstieg.
Neben zahlreichen Auszeichnungen wurde Željko Seleš 1999 zum Ehrenbürger der Stadt Bjelovar ernannt.